# Кольоровий індекс
Індекс кольоровий (рос. индекс цветной, англ. colour index, нім. Farbenindex m) — у мінералогії — число, яке вказує на відношення легких мінералів до важких або світлих до темних.